# Námořníkova kletba

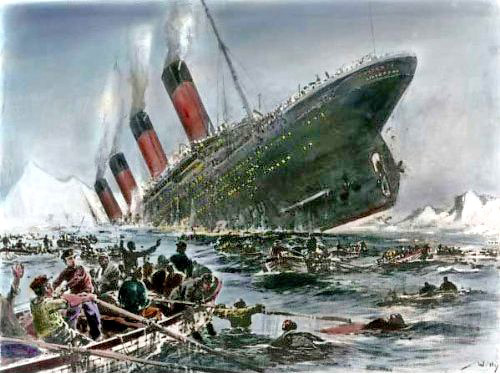
Zkáza Titanicu

Námořníkova kletba (2004, The Mariner's Curse) je dobrodružný román z námořnického prostředí s duchařskou zápletkou od kanadského spisovatele Johna Lunna.

## Obsah románu
Hlavním hrdnou a vypravěčem románu je dvanáctiletý chlapec Rory, který pluje společně s maminkou a nevlastním otcem na zaoceánské lodi Lvoun z anglického Southamptonu přes Atlantský oceán do New Yorku. Rory je inteligentní, ale samotářský chlapec, který se zajímá o počítače a o plavby zámořských lodí, především pak o Titanic. Trpí pocitem viny, že nezachránil svého mladšího bratra před utopením, ačkoliv za nic nemůže. Tato událost rozvrátila manželství jeho rodičů, kteří se rozvedli. Maminka se pak opět provdala, ale Rory svého otčíma Eddieho nemůže vystát.
Hned na počátku plavby narazí Rory na podivného starce. Ten se jmenuje Morgan, slídí po lodi na místech, kde nemá co dělat, a kontroluje její bezpečnostní opatření. V Rorym vyvolává strach a noční můry, což se ještě prohloubí v okamžiku, kdy starce objeví na fotografii zachráněných z Titanicu, na které vypadá stejně jako nyní, ačkoliv od té doby uplynulo téměř sto let.
Jediným člověkem, se kterým si o tom všem může otevřeně promluvit, je jeho nová kamarádka Lucy, která mu pomáhá přijít záhadě na kloub. Společně se vydávají za Morganem do míst určených jen pro posádku, a jsou zde i se starcem několikrát přistiženi. Mezi Rorym a Morganem se však postupně vyvíjí zvláštní vztah podobný přátelství. Morgan Rorymu dokonce sdělí, že je bývalý námořník, který je prokletý za to, že se při zkáze Titanicu zachránil na úkor malého dítěte. Od té doby je posedlý démonem, který jej nutí přivolávat neštěstí na další a další lodě.
V dramatickém závěru příběhu dojde za velké bouře k přímému ohrožení Lvouna, když démon ovládající Morgana poškodí hydrauliku stabilizátorů, takže lodi hrozí převrácení. Škody jsou včas objeveny a démon chce Rodino zabít. Tomu zabrání Morgan, který na chvíli získá nad sebou vládu a vrhne se do moře. Tím je kletba zlomena. Bouře skončí, Morgan zmizí z fotografie zachráněných z Titanicu, a taky se zdá, že vztahy mezi Rorym a Eddiem se začínají zlepšovat.

## Česká vydání
- Námořníkova kletba, Albatros, Praha 2005, přeložil Lumír Mikulka, ISBN 80-00-01485-8, 172 stran